# Бертоне, Тарчизио
Тарчи́зио Берто́не (итал. Tarcisio Bertone; род. 2 декабря 1934, Романо-Канавезе, королевство Италия) — итальянский кардинал, салезианец. Архиепископ Верчелли с 4 июня 1991 по 13 июня 1995. Секретарь Конгрегации Доктрины Веры с 13 июня 1995 по 10 декабря 2002. Архиепископ Генуи с 15 декабря 2002 по 15 сентября 2006. Государственный секретарь Святого Престола с 15 сентября 2006 по 15 октября 2013. Камерленго Римско-католической церкви с 4 апреля 2007 по 20 декабря 2014. Кардинал-священник с титулом церкви Санта-Мария-Аусилиатриче-ин-виа-Тусколана с 21 октября 2003 по 10 мая 2008 года. Кардинал-епископ Фраскати с 10 мая 2008.
22 июня 2006 года было объявлено о его назначении на пост кардинала-государственного секретаря, который он принял 15 сентября от кардинала Анджело Содано.

## Ранняя жизнь
Тарчизио Бертоне родился 2 декабря 1934 года в Романо Канавезе, Италия, был пятым из восьми детей. Он вступил в орден салезианцев 3 декабря 1950 года, оратория Вальдокко в Турине, салезианский новициат Монте Оливето в Пинероло. Образование получил в Салезианской Теологической семинарии в Турине, и в Папском Салезианском Университете в Риме, где защитил докторскую диссертацию по каноническому праву: «Управление Церковью в замыслах Бенедикта XIV — Папы Ламбертини». Помимо итальянского языка, владеет английским и португальским.

## Священник и богослов
Рукоположён во священники 1 июля 1960 года, в Иереи, рукоположение совершил Альбино Менза, епископ Ивреи. Профессор нравственного богословия в 1967—1976 годах в Папском Салезианском университете в Риме, в 1976—1991 годах — профессор канонического права в том же университете. В Папском Салезианском университете в Риме занимал следующие посты: в 1974—1976 — директор теологии; 1979—1985 — декан факультета канонического права. В 1987—1989 — вице-ректор университета. Приглашенный профессор общего церковного права в Институте Utriusque Iuris Папского Латеранского университета с 1978 года. Пасторская работа в нескольких приходах Рима.
Сотрудничал на заключительной стадии пересмотра Кодекса канонического права и продвинут его прием в местных церквях. Направлен с рабочей группе, которая перевела Кодекс на итальянский язык для Итальянской епископской конференции и посетила сотню итальянских и иностранных епархий, чтобы представить «великая дисциплина Церкви». Начиная с 1980-х годов, советник в нескольких дикастериях Римской курии, особенно в Конгрегации доктрины веры в теолого-юридических вопросах. Великий Ректор (Rettore Magnifico) Папского Салезианского университета (где сам он учился) с 1 июня 1989 года.
Как член общества Дона Боско он все ещё рассматривается как священник, который предпринимал работу с молодежью. Кроме того, диссертация Бертоне по терпимости и религиозной свободе дала ему хорошее начало как богослову и канонисту в охваченном кризисом мире. Он позже специализировался на отношениях между социальной этикой, верой и политикой.

## Архиепископ и кардинал
4 июня 1991 года Бертоне был назначен архиепископом Верчелли папой римским Иоанном Павлом II. Посвящён в епископы 1 августа 1991 года в столичном соборе Верчелли. Ординацию совершил Альбино Менза, бывший архиепископ Верчелли, которому помогали Луиджи Беттацци, епископ Ивреи, и Карло Кавалла, епископ Казале Монферрато. Он занимал этот пост до своей отставки 13 июня 1995 года, когда он был назван Секретарём Конгрегации доктрины веры. Он был назначен архиепископом Генуи 10 декабря 2002 года. Возведён в кардиналы на констистории от 21 октября 2003 года, возведён в кардиналы-священники с титулом церкви Санта-Мария-Аусилиатриче-ин-виа-Тусколана.
Бертоне был одним из кардиналов-выборщиков, которые участвовали в папском Конклаве 2005, который избрал папу римского Бенедикта XVI.
15 марта 2005 года Бертоне был избран, чтобы вести кампанию бойкота против пользующегося спросом роман «Код Да Винчи».
Бертоне был одним из папабилей на конклаве 2005 года.

## Государственный секретарь Святого Престола
Кардинал Бертоне был назначен в июне 2006 года папой римским Бенедиктом XVI новым Государственным секретарём Святого Престола. Он был близок к понтифику, поэтому его назначение расценивается как назначение Бенедиктом XVI «своих» людей в курии.
15 сентября 2006 года в Швейцарском зале Апостольского дворца происходила церемония введения в должность нового Государственного секретаря Святого Престола — кардинала Тарчизио Бертоне.
Незадолго до официального вступления в должность кардинал Бертоне заявил, что намеревается реформировать римскую курию, сделав её менее громоздкой. Римская курия, как считает кардинал, чрезвычайно разбухла за последние двадцать лет, с последней реформы, проведенной Иоанном Павлом II.

## Камерленго

Герб в период Sede vacante

4 апреля 2007 года кардинал Тарчизио Бертоне был назначен на пост камерленго римско-католической церкви. Таким образом, снова, со времен кардинала Жана Вийо, посты Государственного секретаря Святого Престола и камерленго опять находятся в одних руках. Это назначение усиливает позиции кардинала Бертоне в Ватикане. Второе, по должности, в Ватикане, лицо после папы римского. И наряду с деканом Коллегии кардиналов, один из влиятельных кардиналов.
10 мая 2008 года папа римский Бенедикт XVI возвел кардинала Бертоне в достоинство кардинала-епископа Фраскати, тем самым усилив влияние Бертоне в курии.

## Конклав 2013 года
С момента отречения папы римского Бенедикта XVI 28 февраля 2013 года и до избрания 13 марта 2013 года его преемника, Папы Франциска, Тарчизио Бертоне, как кардинал-камерленго, являлся временным главой государства Ватикана и хранителем Святого Престола.
Участник Конклава 2013 года.

## Скандалы и утечки
Бертоне является также объектом атаки определенных политических группировок в Ватикане. Так, в СМИ высказывались предположения о том, что именно с целью лишить его влияния были организованы утечки документов Ватикана и личных архивов папы Бенедикта XVI, известные как Vatileaks. «Все письма, которые были переданы прессе, так или иначе касаются кардинала Бертоне,— утверждает один из не скрывающих своего негативного отношения к Ватикану экспертов, Марко Полити из газеты Il Fatto Quotidiano.— Все направлено на то, чтобы подорвать его позиции, чтобы в Ватикане появился новый государственный секретарь».

## Отставка
31 августа 2013 года Папа Франциск, в соответствии с каноном 354 Кодекса канонического права, принял отставку кардинала Бертоне, с поста государственного секретаря Святого Престола, прося его оставаться в должности до 15 октября 2013 года, со всеми дополнительными постами. В то же время, Папа назначил Пьетро Паролина, титулярного архиепископа Акуипендиума, апостольского нунция в Венесуэле, новым государственным секретарём Святого Престола. Он занял свой пост 15 октября 2013 года.
2 декабря 2014 года, кардиналу Бертоне исполнилось восемьдесят лет и он потерял право на участие в Конклавах, с достижением Бертоне восьмидесятилетнего возраста, не осталось ни одного кардинала-епископа, который мог бы принять участие в Конклаве.
20 декабря 2014 года, Папа Франциск принял отставку кардинала Бертоне с поста камерленго и назначил кардинала Жана-Луи Торана его преемником.

## Награды
- Кавалер Большого креста ордена «За заслуги перед Итальянской республикой» (26 июня 2006)[7]
- Орден князя Ярослава Мудрого I степени (21 мая 2008, Украина) — за выдающийся личный вклад в распространение в мире идеалов мира, справедливости и гуманизма[8][9]
- Кавалер Большого креста на цепи ордена Звезды Румынии (2008)[10]
- Российский Императорский орден Св. Анны I степени, «За выдающийся вклад в сохранение христианского духовного и культурного наследия и распространение в мире идеалов мира, справедливости и гуманизма и во свидетельство особого НАШЕГО благоволения» (6 декабря 2010, вручён в Ватикане Главой Российского Императорского Дома Великой Княгиней Марией Владимировной 14 декабря 2010)[11]